# Nurməhəmməd Hacıyev
Nurməhəmməd Hacıyev (también escrito como Nurmagomed Gadzhiev; 9 de enero de 1996) es un deportista azerbaiyano que compite en lucha libre.
En los Juegos Europeos de Minsk 2019 obtuvo una medalla de plata en la categoría de 97 kg. Ganó dos medallas de bronce en el Campeonato Europeo de Lucha, en los años 2018 y 2019.

## Palmarés internacional
| Juegos Europeos    | Juegos Europeos     | Juegos Europeos   | Juegos Europeos |
| Año                | Lugar               | Medalla           | Categoría       |
| ------------------ | ------------------- | ----------------- | --------------- |
| 2019               | Minsk (Bielorrusia) | Medalla de plata  | 97 kg           |
| Campeonato Europeo |                     |                   |                 |
| Año                | Lugar               | Medalla           | Categoría       |
| 2018               | Kaspisk (Rusia)     | Medalla de bronce | 97 kg           |
| 2019               | Bucarest (Rumania)  | Medalla de bronce | 97 kg           |